# Barbara Thiel
Barbara Thiel (* 22. März 1955 in Salzgitter) ist eine deutsche Juristin. Von 2015 bis zum 30. Juni 2023 war sie Landesbeauftragte für den Datenschutz des Landes Niedersachsen. Seit November 2024 ist sie Of Counsel bei der hannoverschen Datenschutzberatung lexICT.

## Leben und Werdegang
Barbara Thiel wuchs in Salzgitter auf. Nach ihrem beruflichen Einstieg bei der Stadt Salzgitter, dem Jurastudium in Göttingen und der Referendariatszeit in Niedersachsen war sie in der Bezirksregierung Braunschweig, im Niedersächsischen Innenministerium, beim Niedersächsischen Landesrechnungshof sowie beim Landkreis Wolfenbüttel tätig. Zuletzt leitete sie das Dezernat Öffentliche Gesundheit, Sicherheit, IT-Koordination und EU-Angelegenheiten bei der Region Hannover.
Sie wurde am 18. Dezember 2014 vom 17. Niedersächsischen Landtag zur Landesbeauftragten für den Datenschutz gewählt und von der Landesregierung auf die Dauer von acht Jahren berufen. Sie setzte sich in dieser Zeit unter anderem dafür ein, dass Firmen und Behörden, die während der Covid-19-Pandemie erhebliche Mengen an personenbezogenen Daten gesammelt hatten, diese nach dem Ende der Pandemie wieder löschen. Auf ihr Anliegen, dass Landesstellen die Nutzung von Facebook einstellen sollten, da diese grundsätzlich nicht mit der Datenschutz-Grundverordnung vereinbar sei, wurde nicht eingegangen.
Am 30. Juni 2023 endete ihre Amtszeit. Bereits einen Monat davor war ihr Nachfolger, Denis Lehmkemper, einstimmig vom Niedersächsischen Landtag gewählt worden. Thiel kritisierte allerdings, es habe keine öffentliche Ausschreibung für den Posten gegeben, sodass sie sich nicht für eine weitere Amtszeit habe bewerben können. Sie scheiterte am 22. Juni 2023 vor dem Verwaltungsgericht Hannover mit einem Eilantrag, der die Ernennung Lohkempers verhindern sollte. Noch am gleichen Tag kündigte sie an, gegen die Entscheidung Beschwerde einzulegen. Am 14. September 2023 entschied das Oberverwaltungsgericht Lüneburg unanfechtbar, Thiels Beschwerde zurückzuweisen.
Im November 2024 ging Thiel in die Privatwirtschaft. Sie wurde Of Counsel bei der Datenschutzberatungsfirma lexICT Data Protection Consultants und der kooperierenden Kanzlei lexICT legal mit Sitz in Hannover. Dort nimmt sie eine beratende Funktion ein.
Barbara Thiel ist seit 2001 Mitglied der CDU. Sie war mit dem 2015 verstorbenen Springer Bürgermeister Jörg-Roger Hische liiert.